# Dufttunnel

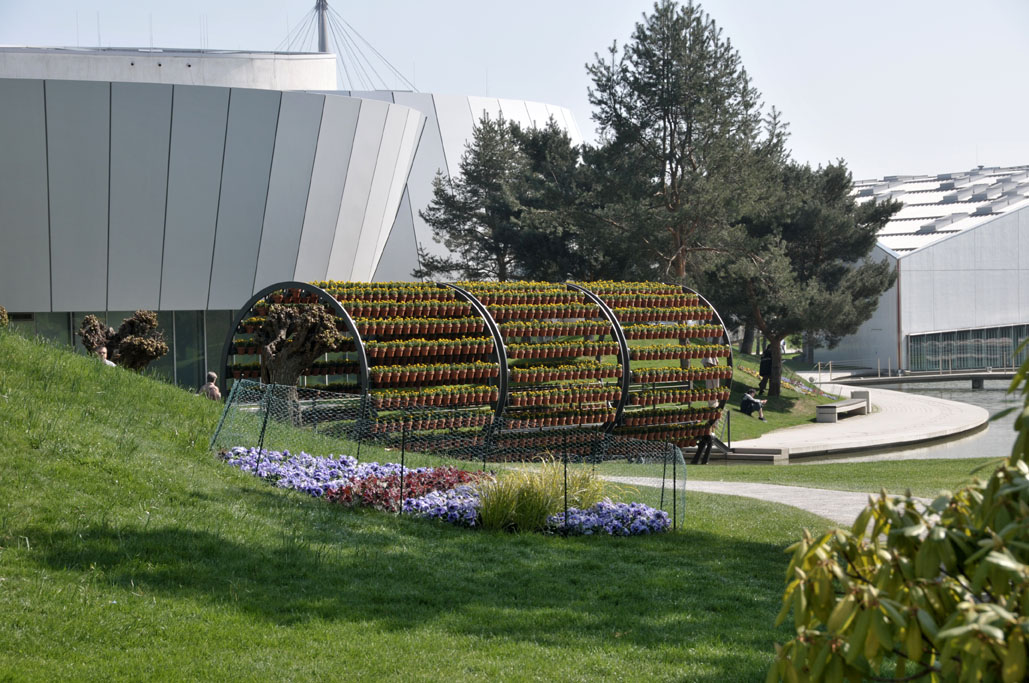
Der Dufttunnel in der Autostadt
Hintergrund: Audi-Pavillon

Der Dufttunnel ist ein Kunstwerk sowie eine Balkenbrücke des dänischen Künstlers Ólafur Elíasson. Er befindet sich innerhalb der Autostadt in Wolfsburg in Niedersachsen. Fertiggestellt wurde der Dufttunnel im Jahr 2000 als dezentrales Projekt der Weltausstellung Expo 2000 in Hannover. Er war ein Projekt der „EXPO Ostwestfalen-Lippe“.
Der Dufttunnel ist 15 Meter lang, der Durchmesser beträgt 4,5 Meter, das Gesamtgewicht beträgt ca. 19 Tonnen.
Mit ihm sollen Kunst, Natur und Technik erlebbar gemacht werden. Die Installation setzt sich vornehmlich mit physikalischen Phänomenen in der Natur – wie Licht und Wasser, Bewegung und Reflexion – auseinander.
Als begehbare Fußgängerbrücke über einer Wasserfläche soll er einen gestalteten Raum und eine Skulptur in einem darstellen. Um den Besucher drehen sich langsam in ihrer Längsachse genau 2160 mit Blumen bepflanzte, in Gitterstruktur eingehängte Tontöpfe und hüllen ihn ein mit dem Duft der Blumen. Die Bepflanzung des Dufttunnels ist auf die Jahres- und Blütezeiten abgestimmt, so dass sich dem Besucher immer wieder neue Sinneseindrücke eröffnen.
Mit der Blüte des Goldlacks startet Anfang April die Saison, gefolgt von Hornveilchen, Vanilleblume, Bergminzen, Lavendel und Salbei.

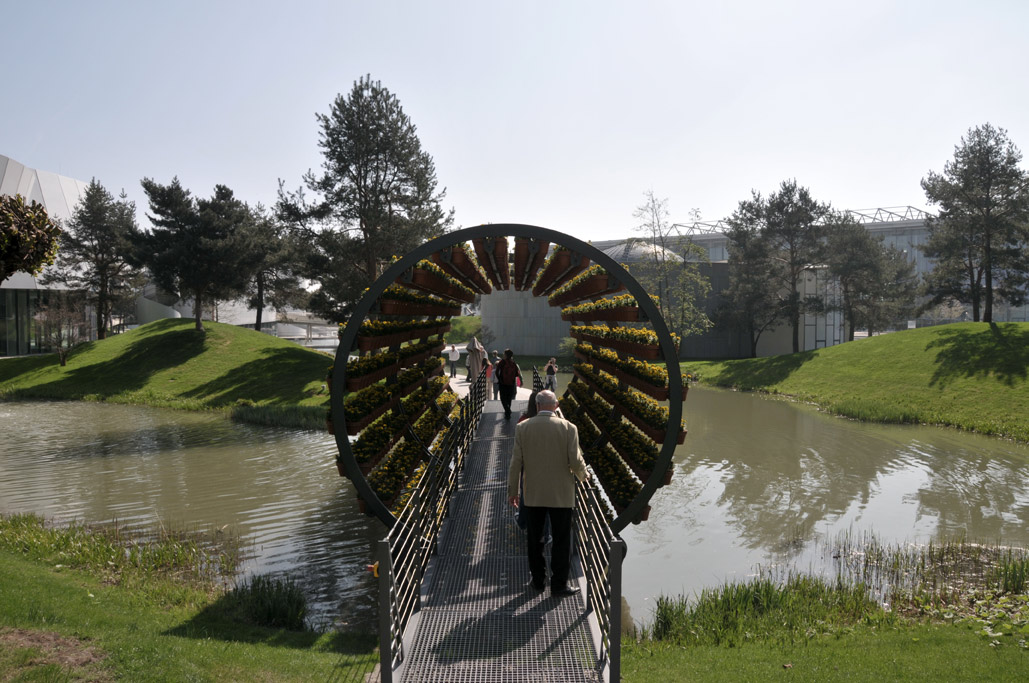
Fußgänger im Dufttunnel
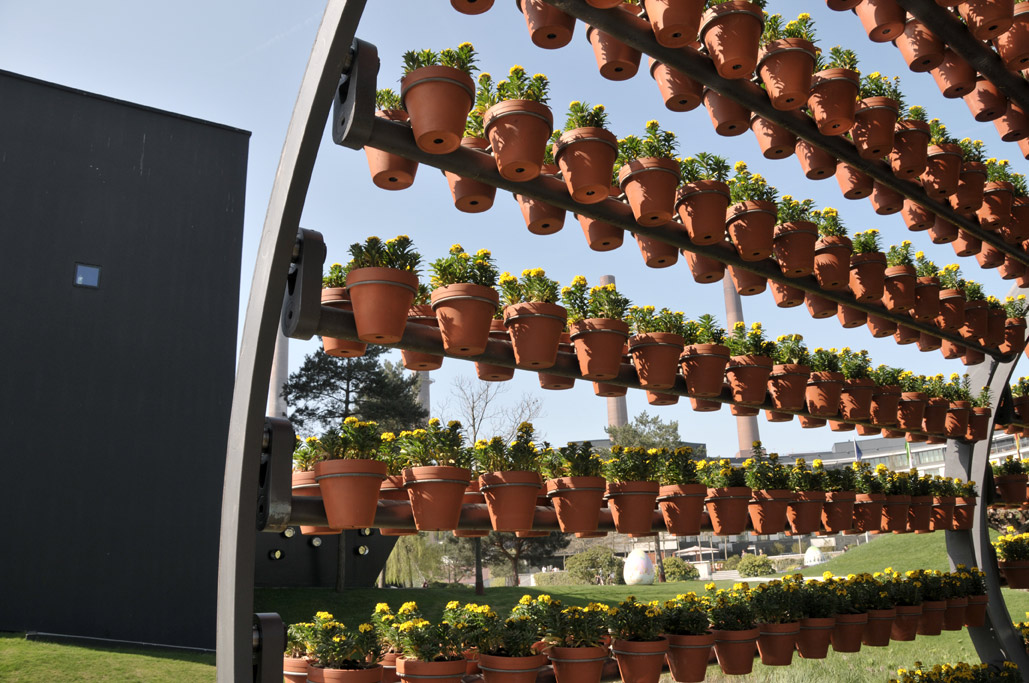
Bepflanzte Tontöpfe im Dufttunnel
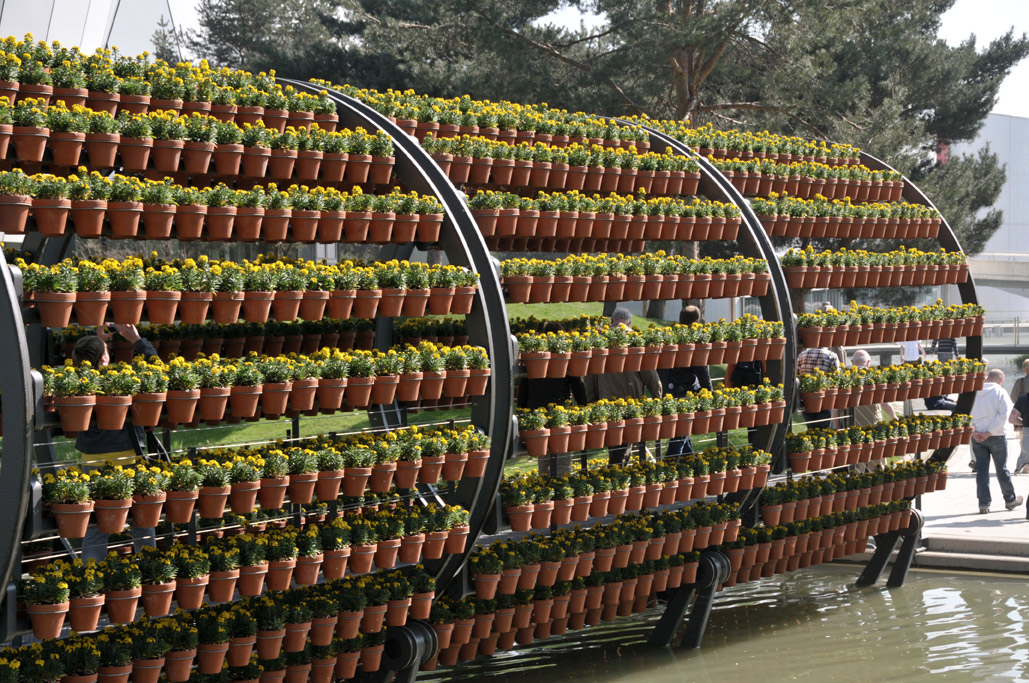
Der Dufttunnel von außen